# Alicia Castro
Alicia Amalia Castro (Bahía Blanca, Buenos Aires, 27 de julio de 1949) es una sindicalista, política y diplomática argentina. Ex embajadora ante la República Bolivariana de Venezuela  entre 2006 y 2011 y exembajadora ante el Reino Unido, entre 2012 y 2015, representante permanente ante la Organización Marítima Internacional. y cabeza de la Internacional Progresista
El 21 de enero de 2020 fue designada como embajadora ante Rusia, faltando a septiembre del 2020 su aprobación por el Senado. Sin embargo, en octubre de ese año renunció a su postulación como Embajadora, aduciendo discrepancias con la política exterior argentina-venezolana del canciller Felipe Solá.

## Biografía
Alicia Castro nació en Bahía Blanca el 27 de julio de 1949, en un hogar rosista por herencia familiar: es chozna de una tía y madrina de Juan Manuel de Rosas.
Tuvo una educación mixta: primero fue una educación laica y sajona; después, religiosa y francesa. Hizo la primaria en un colegio inglés de Palermo, Buenos Aires, (Leach Institute) y la secundaria en la Inmaculada Concepción. Jamás se llevó una materia.
En su etapa de estudiante participó de grupos que hacían trabajos sociales en la Villa 31 con el padre Carlos Mujica. 
Se recibió de maestra normal nacional y cursó Psicología en la Universidad de Buenos Aires, aunque no llegó a terminar la carrera debido a que se incorporó desde muy joven a la empresa estatal Aerolíneas Argentinas.

### Carrera en el sindicalismo
En 1970 comenzó a trabajar como tripulante de cabina en la empresa estatal Aerolíneas Argentinas, donde luego fue delegada sindical y Secretaria General de la Asociación Argentina de Aeronavegantes entre 1991 y 2003. Además, desde 1986 es miembro del Comité Ejecutivo de la Federación Internacional de Trabajadores del Transporte.
El feminismo que traía de la infancia la impulsó a realizar quejas por la inexistencia de comisarias de a bordo cuando eran todos hombres. Voló en la línea de bandera argentina, en total, durante 21 años. A mediados de la década de 1990 dejó el sindicalismo por la política.
Junto con Juan Manuel Palacios y Hugo Moyano formaron la Unión General de Trabajadores del Transporte, que dio origen al MTA (Movimiento de los Trabajadores Argentinos).
Participó activamente de la gestión del MTA, recorrió distintas provincias y regiones solidarizándose con los trabajadores en conflicto de todo el país. Desde el MTA formó parte del grupo impulsor de la Marcha Federal en el año 1994. El 26 de julio de 1996 fue la oradora por el MTA en la Plaza de Mayo, con motivo del aniversario de la muerte de Eva Perón.

### Diputada Nacional (1997-2005)
En 1997 fue elegida Diputada Nacional por la Provincia de Buenos Aires a través de la Alianza, aunque disconforme con el rumbo económico del gobierno fue la primera diputada en romper con el oficialismo bajo la presidencia de Fernando de la Rúa, combatiendo la reforma laboral impulsada por ese gobierno.  Luego fue reelegida en 2001, esta vez a través del Frente Polo Social que había fundado el sacerdote Luis Farinello, desempeñándose hasta 2005. Durante ese tiempo mantenía buenas relaciones, tanto con Cristina Kirchner como con Elisa Carrió (con ella luego se romperían).
Fue integrante de las Comisiones de Transporte (vicepresidenta segunda), Libertad de Expresión (vicepresidenta primera) y Legislación del Trabajo. 
El 10 de mayo de 2002, mientras la Cámara de Diputados trataba la sanción de una ley sobre la quiebra de empresas, Castro se dirigió hacia el estrado del presidente de la legislatura, Eduardo Camaño, y colocó una bandera estadounidense, argumentando: 

"Si el Congreso se va a limitar a ser la escribanía del FMI (...) sugiero que los responsables sean honestos y arríen la Bandera Nacional y procedan a seguir legislando bajo esta bandera".

En el marco de su labor como diputada, en noviembre de 2003 presentó un proyecto de ley que finalmente fue sancionado, promoviendo el ingreso de Venezuela y Bolivia al bloque comercial Mercosur.
fue designado vicepresidente segundo de la comisión de Intereses Marítimos, Fluviales, Pesqueros y Portuarios y secretario de la comisión de análisis y seguimiento de las normas tributarias y preventivas.En la Cámara de Diputados ejerció las funciones de presidente de la Comisión de Relaciones Exteriores y Culto, vicepresidente de la Comisión de Prevención de Adicciones y Control del Narcotráfico,
En 2005, junto a su hija, integró una comitiva que viajó a lomo de mula por la cordillera de los Andes hasta el límite con Chile para reivindicar la ruta que cruzó José de San Martín.

### Embajadora en Venezuela (2006-2012) y en el Reino Unido (2012-2015)
En abril de 2006, el entonces presidente Néstor Kirchner la designó embajadora Argentina ante Venezuela, cargo que asumió formalmente el 3 de julio de ese año.
Entre 2012 y 2015 se desempeñó como embajadora argentina ante el Reino Unido, trabajando principalmente sobre la cuestión de las islas Malvinas. Fue designada en el cargo en medio de la crisis diplomática por la soberanía de las islas Malvinas en los años 2010. La embajada había quedado vacante desde la jubilación de Federico Mirré en 2008 como símbolo de la decepción de Argentina con el manejo del gobierno británico sobre la disputa de soberanía.
La disputa de las Malvinas ha dominado las actividades de Castro como embajadora en el Reino Unido. El 30 de abril de 2012 reprendio al secretario de Relaciones Exteriores británico, William Hague, en la presentación del informe anual sobre derechos humanos del Ministerio de Relaciones Exteriores y de la Mancomunidad de Naciones. Después de la muerte de Margaret Thatcher, que había sido primera ministra del Reino Unido durante la guerra de las Malvinas, Castro fue invitada a asistir al funeral el 17 de abril de 2013, pero declinó la invitación.
En noviembre de 2012, a raíz de la Retención de la Fragata Libertad en Ghana, Castro demostró ante la Organización Marítima Internacional (OMI) que la Fragata Libertad era un buque de guerra. Previo a ello, la Argentina se había dirigido a la Organización de las Naciones Unidas (ONU) con el planteo de que Ghana afectó el sistema de inmunidades de los Estados que rige a la comunidad de naciones, al no ser respetada la inmunidad de una embarcación militar. Por otra parte, la embajadora Alicia Castro señaló que «resulta preocupante que algunos legisladores y medios de prensa argentinos difundan falsas informaciones que podrían perjudicar la situación argentina frente a las ávidas demandas de los fondos buitre y en contra del interés nacional».
Durante esta etapa se produce la aplicación de la ley Gaucho Rivero convocando a Castro. Eso se debió a que varios activistas argentinos protestaron contra los cruceros Star Princess y Seabourn Sojourn por inclumplir dicha ley.

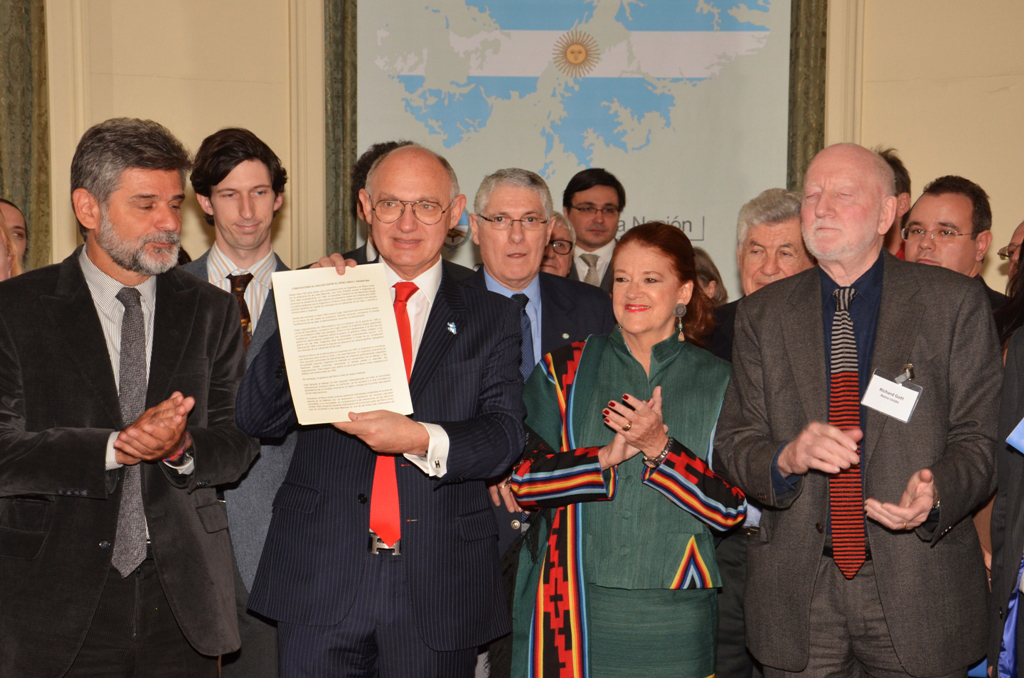
En febrero de 2013, un grupo de políticos y personalidades de la cultura de Europa firmaron una Declaración convocando al diálogo entre la Argentina y el Reino Unido para resolver la disputa de soberanía por las Islas Malvinas. En la imagen, Daniel Filmus, Hector Timerman, Alicia Castro y Richard Gott.

El 25 de marzo de 2013, Castro recibió una carta de Lord Lucius Falkland, descendiente de Anthony Cary, quinto vizconde de Falkland. En la carta el lord explicó como surgió la toponimia británica del archipiélago, calificando los actos como «piratería», y refiriéndose a las islas con su topónimo en español.
El 29 de abril de 2014, Colin Roberts asumió como nuevo gobernador británico de las Malvinas. Anteriormente en 2013 tras el nombramiento de Roberts como gobernador de las islas, Alicia Castro, se refirió al nombramiento de Roberts como una «provocación» y dijo que «no era la persona para fomentar el diálogo entre las naciones».
Tras asumir como gobernador, Roberts sugirió que «Buenos Aires debería portarse bien para evitar nuevas tensiones con Londres». La embajadora argentina en Londres criticó las declaraciones afirmando que tratan a la Argentina como si fuera «súbdita» del Imperio Británico, «faltándole el respeto». Castro también ha dicho que Argentina «no existe como una amenaza bélica para el Reino Unido o los habitantes de las islas Malvinas». Castro le respondió afirmando que su país no va a volver a la guerra sino que quiere un diálogo mediante las Naciones Unidas. También le recordó  treinta ciudadanos argentinos que habitaban las islas y que habían sido tomados rehenes en la capital malvinense por las autoridades británicas fueron liberados por los hombres del teniente de fragata Juan Carlos Martinelli. Dichos ciudadanos formaban parte d ella comunidad malvinenses habían Sido tomados como escudos humanos por orden del gobernador británico Martinelli.
La Residencia Oficial de la Embajada Argentina en Londres se convirtió en septiembre de 2014 en un centro cultural a puertas abiertas cuando más de tres mil personas visitaron la casa para ver la muestra de fotografía Buenos Aires: Coppola + Zuviría, en el marco del Open House 2014. En noviembre de 2015, Castro se reunió con el viceministro principal de Irlanda del Norte, Martin McGuinness, y tras pasar revista a la agenda bilateral, destacaron «la necesidad de cooperar con un orden multipolar que garantice la paz mundial».
Castro ha acusado al Reino Unido de tener «aspiración imperialista» y que los habitantes de las islas tendrían «una vida mucho mejor si Argentina ejerciera la soberanía» sobre el archipiélago, ya que «elegirían a su propio gobernador como hace cualquier provincia argentina y tendrían una calidad de vida mejor». También apuntó a la «violación de las resoluciones» de la ONU por la explotación «ilegal» de los recursos naturales, a través de la pesca y la exploración de las reservas de hidrocarburos.
En abril de 2015 fue convocada por el canciller brtiánico Philip Hammond por las declaraciones de Cristina Kirchner en Ushuaia a raíz del 33° aniversario del inicio de la guerra de 1982. Allí criticó el gasto militar británico hacia las islas y pidió que dicho dinero de gaste en la población, diciendo que «Que no pongan una sola libra más en la defensa de las islas. Pónganlas en la alimentación del pueblo inglés. No somos un peligro para nadie». El gobierno británico le manifestó el rechazo.
En mayo y julio de 2015 participó en los eventos del 150° de la colonia galesa en la provincia del Chubut. En un acto en Liverpool en mayo de ese año, Castro habló y dijo que «la instalación de la colonia galesa en Argentina, que conserva sus tradiciones, su lengua y su identidad cultural, es un perfecto ejemplo del respeto, la amistad y oportunidades que brinda nuestro país a los descendientes de británicos», haciendo referencia a los habitantes británicos de las islas Malvinas. También, como lo hizo el Lord Dafydd Wigley, presente en el acto, solicitó el diálogo entre los gobiernos argentino y británico por la cuestión Malvinas. Wigley dijo: «Esperamos que estas celebraciones acerquen a nuestros dos países, el Reino Unido y Argentina. Confiamos que Gales y la Patagonia contribuirán a este objetivo».
Lideró la comisión local de Apoyo a las Actividades del Terreno de las Misiones de Paz, con sede en Nueva York, 
En junio de 2015 firmó junto a la presidenta de la fundación Banco Provincia, Karina Rabolini, un acuerdo en la Residencia oficial de la Embajada argentina de cooperación con la fundación Walkabout, organización sin fines de lucro que financia la investigación para encontrar una cura para la parálisis y realiza donaciones sillas de ruedas a personas con movilidad reducida en todo el mundo.
En diciembre de 2015, dejó el puesto tras el fin del mandato de Cristina Fernández de Kirchner, quedando la embajada bajo el encargado de negocios Oscar Horacio Galli, hasta que Mauricio Macri designó a Renato Carlos Sersale Di Cerisano. Tiempo más tarde, Castro opinó acerca del nuevo gobierno, declarando que «es una vergüenza» que el gobierno argentino no haya mencionado el reclamo de diálogo por Malvinas cuando Macri se reunió personalmente con David Cameron en Davos, Suiza.

### Designación como embajadora en Rusia (2020)
El 21 de enero de 2020 fue designada como embajadora ante Rusia, faltando a septiembre del 2020 su aprobación por el Senado. Sin embargo, en octubre de ese año renunció a su postulación como Embajadora, aduciendo discrepancias con la política exterior argentina-venezolana del canciller Felipe Solá.